# Вёртзе
Вёртзе (нем. Wörthsee) — община в Германии, расположена в земле Бавария.
Подчиняется административному округу Верхняя Бавария. Входит в состав района Штарнберг. Население, на 31 декабря 2010 года, составляло 4742 человека. Занимает площадь 20,42 км².